# 11341 Babbage
11341 Babbage (1996 XE2) là một tiểu hành tinh vành đai chính được phát hiện ngày 3 tháng 12 năm 1996 bởi P. G. Comba ở Prescott.